# Scelloides pollinosus
Scelloides pollinosus är en tvåvingeart som beskrevs av Octave Parent 1933. Scelloides pollinosus ingår i släktet Scelloides och familjen styltflugor. Inga underarter finns listade i Catalogue of Life.